# Victor Meyer

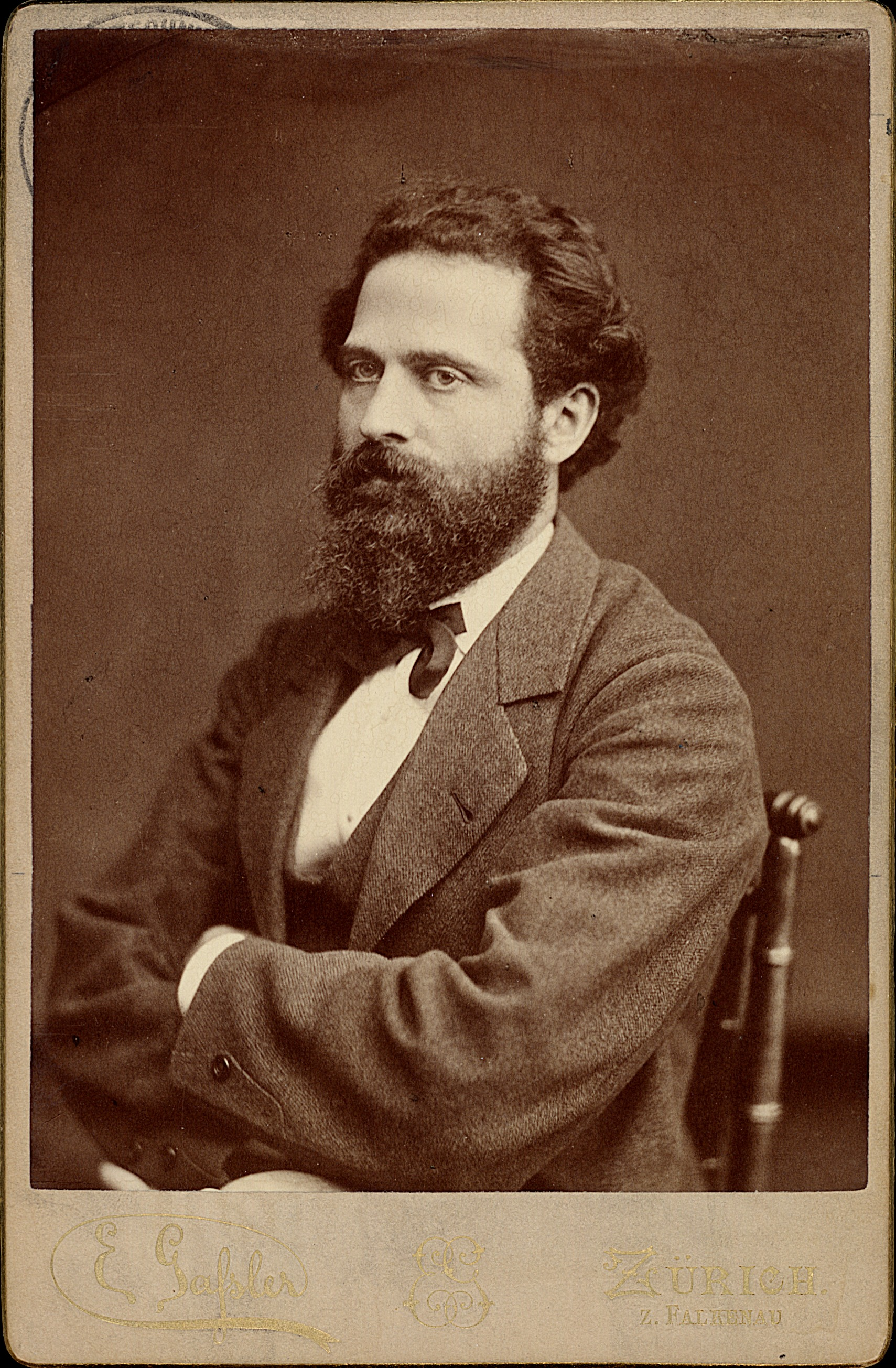
Victor Meyer an der ETH Zürich

Victor Meyer (auch Viktor; * 8. September 1848 in Pankow, Königreich Preußen; † 8. August 1897 in Heidelberg) war ein deutscher Chemiker.

## Leben

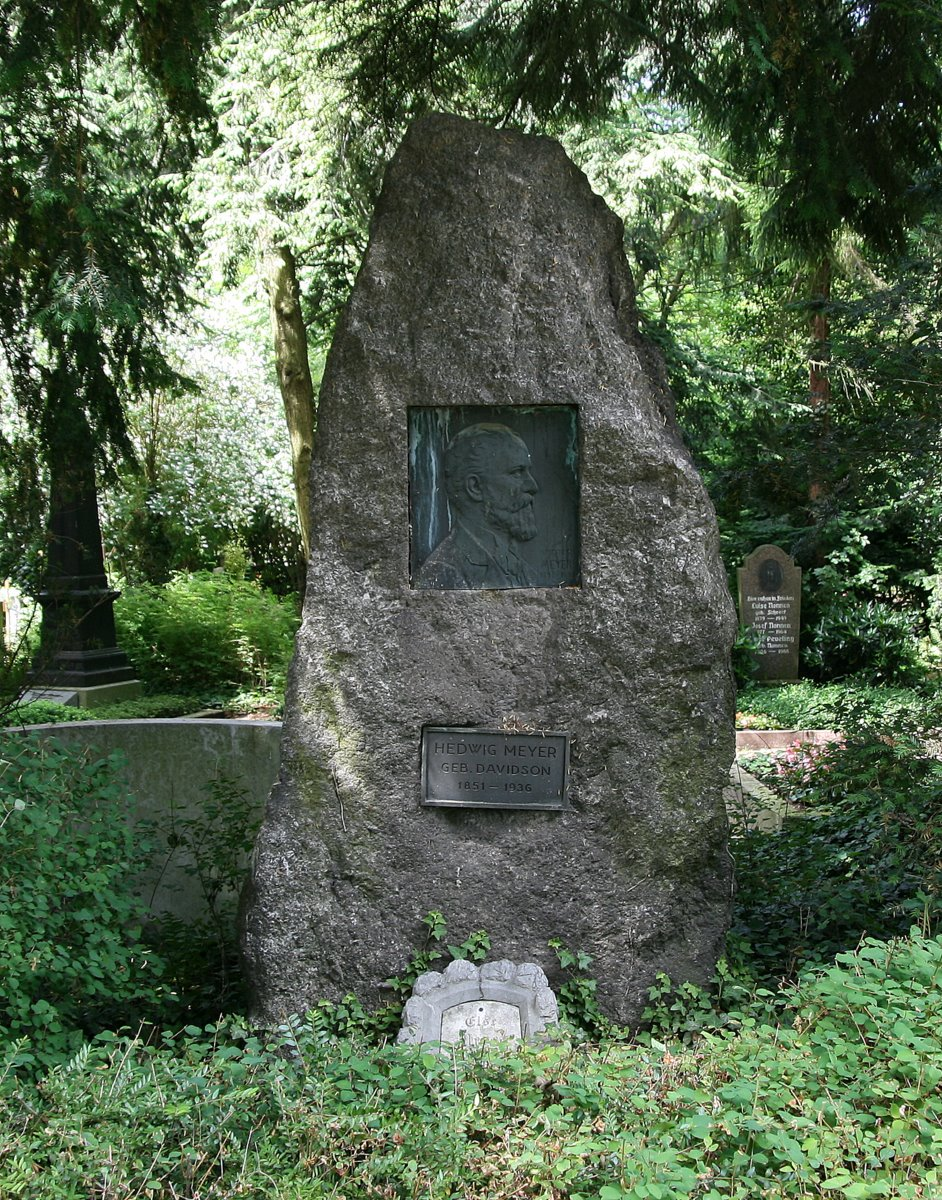
Grabanlage von Victor Meyer, seiner Frau Hedwig, geb. Davidson und der früh verstorbenen Tochter auf dem Heidelberger Bergfriedhof

Victor Meyer studierte Chemie in Heidelberg und Berlin. 1871 wurde er als Ordinarius für organische Chemie an die Universität Stuttgart berufen. 1872 ging er, als Nachfolger von Johannes Wislicenus, an die Eidgenössische Technische Hochschule Zürich. 1885 folgte er, als Nachfolger von Hans Hübner, einem Ruf an die Universität Göttingen und schließlich 1889, als Nachfolger von Robert Wilhelm Bunsen, an die Universität Heidelberg. 
Er war mit Hedwig Davidson (1851–1936) verheiratet und hatte mit ihr fünf Töchter, darunter die Schriftstellerin Hilde Stieler. Die jüngste Tochter Irmingard (1888–1942) heiratete den Juristen Guido Leser. In seinen späten Lebensjahren wurde Meyer immer häufiger von Depressionen heimgesucht und beging während einer solchen Episode Suizid. Sein Grabmal, ein Menhir aus Granit, trägt eine Reliefplatte mit seinem Profil. Darunter findet sich die Namensinschrift seiner Frau. Der Tochter, die siebenjährig verstarb, ist der kleine Lehnsockel am Fuße des Findlings gewidmet.

## Wirken
Bekannt ist Victor Meyer heute insbesondere durch die nach ihm benannte Methode zur Bestimmung der Molmasse flüchtiger Verbindungen mit dem Victor-Meyer-Apparat von 1878. Er entdeckte die organischen Nitroverbindungen, das Thiophen und beschrieb erstmals das Senfgas (S-Lost). Die Victor-Meyer-Reaktion ist nach ihm benannt.

## Ehrungen
Im Jahr 1882 wurde Meyer zum Mitglied der Leopoldina gewählt. Er war seit 1885 ordentliches und seit 1889 auswärtiges Mitglied der Göttinger Akademie der Wissenschaften. 1892 wurde er in die American Academy of Arts and Sciences gewählt, 1897 zum Vorstand der Deutschen Chemischen Gesellschaft zu Berlin. Ab 1896 war er korrespondierendes Mitglied der Preußischen Akademie der Wissenschaften.

## Werke
- mit Frederick Pearson Treadwell: Tabellen zur qualitativen Analyse. Druck von Heinrich Zürcher, Hottingen-Zürich 1882.
- mit Carl Langer: Pyrochemische Untersuchungen. Vieweg, Braunschweig 1885.
- Die Thiophengruppe. Vieweg, Braunschweig 1888.
- Chemische Probleme der Gegenwart. Vortrag, gehalten in der ersten allgemeinen Sitzung der 62. Versammlung deutscher Naturforscher und Aerzte am 18. September 1889 zu Heidelberg. Winter, Heidelberg 1889.
- Ergebnisse und Ziele der stereochemischen Forschung. Vortrag, gehalten in der Sitzung der deutschen chemischen Gesellschaft zu Berlin am 28.Januar 1890. Winter, Heidelberg 1890.
- mit Paul Heinrich Jacobson: Lehrbuch der organischen Chemie. Veit, Leipzig 1891 ff.
  - Bd. 1: Allgemeiner Theil – Verbindungen der Fettreihe. 1893.
  - Bd. 2: Cyclische Verbindungen – Naturstoffe. Tl. 1: Einkernige isocyclische Verbindungen. 1902.
  - Bd. 2: Cyclische Verbindungen – Naturstoffe. Tl. 2: Mehrkernige Benzolderivate. 1903.
  - Bd. 2: Cyclische Verbindungen – Naturstoffe. Tl. 3: Heterocyclische Verbindungen. 1920.
  - Bd. 2: Cyclische Verbindungen – Naturstoffe. Tl. 4: Naturstoffe von unbekannter oder nur teilweise bekannter Struktur. 1924.
- Aus Natur und Wissenschaft. Wanderblätter und Skizzen. Winter, Heidelberg 1892.